# Pallanuoto ai campionati mondiali di nuoto 2015
Le competizioni di Pallanuoto ai Campionati mondiali di nuoto 2015 si sono tenute dal 26 luglio all' 8 agosto 2015.

## Calendario
| 1 | Numero di finali   |
| ● | Altre competizioni |

| Luglio-Agosto 2015 | 24 Ven | 25 Sab | 26 Dom | 27 Lun | 28 Mar | 29 Mer | 30 Gio | 31 Ven | 1 Sab | 2 Dom | 3 Lun | 4 Mar | 5 Mer | 6 Gio | 7 Ven | 8 Sab | 9 Dom | Totale finali |
| ------------------ | ------ | ------ | ------ | ------ | ------ | ------ | ------ | ------ | ----- | ----- | ----- | ----- | ----- | ----- | ----- | ----- | ----- | ------------- |
| Pallanuoto         |        |        | ●      | ●      | ●      | ●      | ●      | ●      | ●     | ●     | ●     | ●     | ●     | ●     | 1     | 1     |       | 2             |

## Podi

### Uomini
| Evento                         | Oro    | Argento | Bronzo |
| Pallanuoto maschile (dettagli) | Serbia | Croazia | Grecia |

### Donne
| Evento                          | Oro         | Argento     | Bronzo |
| Pallanuoto femminile (dettagli) | Stati Uniti | Paesi Bassi | Italia |